# Lacconectus kubani
Lacconectus kubani är en skalbaggsart som beskrevs av Michel Brancucci 2003. Lacconectus kubani ingår i släktet Lacconectus och familjen dykare. Inga underarter finns listade i Catalogue of Life.